# Danh sách phim của Norodom Sihanouk
Samdech Norodom Sihanouk cai trị vương quốc Kampuchea các giai đoạn 1941-5 và 1993-2004. Ngài đồng thời vang danh vì là nhà chế tác điện ảnh, kiêm nhiệm các vị trí trọng yếu: Chủ nhiệm, đạo diễn, biên kịch và cả tài tử. Trong đời mình, ngài đã bỏ vốn ra sản xuất tổng cộng khoảng 50 phim, chưa kể lượng lớn khác dưới quyền chỉ định của ngài thông qua vương thất.
Do đặc thù những phim này hầu hết được in tráng và bảo quản tại hải ngoại nên may mắn tránh được bao biến cố chính trị khốc liệt tại quốc nội sau thập niên 1970, đến nay trở này di sản văn hóa vô cùng lớn và nhiều giá trị cho Kampuchea.

## Phim truyện
| Nhan đề Việt                                 | Nhan đề gốc                                       | Năm    | Vai trò                                | Chú                                                         | Tk.         |
| -------------------------------------------- | ------------------------------------------------- | ------ | -------------------------------------- | ----------------------------------------------------------- | ----------- |
| Tarzan ở Kuoy                                | Tarzan parmi les Kuoy                             | 1940s  | Chủ nhiệm, đạo diễn, biên kịch         | Phim thử nghiệm                                             | [ 2 ]       |
| Trọng tội trên phòng tuyến Maginot           | Double crime sur la ligne Maginot                 | 1940s  | Chủ nhiệm, đạo diễn, biên kịch         | Dựa theo xuất phẩm Pháp năm 1937                            | [ 2 ]       |
| Apsara                                       | រឿង អប្សរា                                           | 1966   | Chủ nhiệm, đạo diễn                    | Phim truyện đầu tay                                         | [ 1 ] [ 3 ] |
| Rừng xanh yêu thương                         | La foret enchantee                                | 1966-7 | Chủ nhiệm, đạo diễn, biên kịch, tài tử |                                                             | [ 4 ]       |
| Tiểu vương tử                                | Le petit prince du peuple                         | 1967   | Chủ nhiệm, đạo diễn, biên kịch         | Giải Apsara vàng tại Liên hoan phim quốc tế Phnom Penh 1968 | [ 4 ] [ 5 ] |
| Bóng mờ phủ Angkor                           | Ombre sur Angkor                                  | 1968   | Chủ nhiệm, đạo diễn, biên kịch, tài tử |                                                             | [ 4 ]       |
| Hạnh phúc cuộc đời                           | La joie du vivre                                  | 1968   | Chủ nhiệm, đạo diễn, biên kịch         |                                                             | [ 4 ]       |
| Chiều tà                                     | Crepuscule                                        | 1969   | Chủ nhiệm, đạo diễn, biên kịch, tài tử | Giải Apsara vàng tại Liên hoan phim quốc tế Phnom Penh 1969 | [ 4 ]       |
| Số phận đau thương                           | Tragique destin                                   | 1969   | Chủ nhiệm, đạo diễn, biên kịch         |                                                             | [ 4 ]       |
| Thành thị bí ẩn                              | La cite mysterieuse                               | 1988   | Đạo diễn, biên kịch                    | Thực hiện tại Bắc Triều Tiên                                | [ 4 ]       |
| Tạ từ tình tôi                               | Adieu mon amour                                   | 1988   | Đạo diễn, biên kịch                    | Thực hiện tại Bắc Triều Tiên                                | [ 4 ]       |
| Quận chúa Nokorom                            | La comtesse de Nokorom                            | 1989   | Đạo diễn, biên kịch                    | Thực hiện tại Bắc Triều Tiên                                | [ 4 ]       |
| Không bao giờ gặp lại, hỡi Kampuchea yêu dấu | Je ne te reverrai plus, ô mon bien-aimé Kampuchea | 1990   | Đạo diễn, biên kịch                    | Thực hiện tại Bắc Triều Tiên                                | [ 4 ]       |
| Ánh đèn soi lối ta đi                        | Le phare qui éclair none voie                     | 1991   | Đạo diễn, biên kịch                    |                                                             | [ 4 ]       |
| Quê tôi dưới ánh hoàng hôn                   | Mon village au coucher du soleil                  | 1992   | Chủ nhiệm, đạo diễn, biên kịch         | Giải đặc biệt Liên hoan phim Sankt-Peterburg                | [ 4 ]       |
| Bông sứ Battambang                           | La fleur Champa de Battambang                     | 1992   | Chủ nhiệm, đạo diễn, biên kịch         |                                                             | [ 4 ]       |
| Người vợ ma                                  | Le fantome de mafemme bien-aimee                  | 1993   | Chủ nhiệm, đạo diễn, biên kịch         |                                                             | [ 4 ]       |
| Cứu tinh cho người cùng khổ                  | Un Cresus sauveteur de femmes pauvres             | 1993   | Chủ nhiệm, đạo diễn, biên kịch         |                                                             | [ 4 ]       |
| Bốn yếu tố                                   | Les quatres elements                              | 1993   | Đạo diễn                               | Phim ca vũ                                                  | [ 4 ]       |
| Thấy Angkor trước khi nhắm mắt               | Revoir Angkor et mourir                           | 1993   | Chủ nhiệm, đạo diễn, biên kịch         |                                                             | [ 4 ]       |
| Số phận                                      | Fatalite                                          | 1994   | Chủ nhiệm, đạo diễn, biên kịch         |                                                             | [ 4 ]       |
| Nông dân lâm nạn                             | Un paysan et une paysanne en detresse             | 1994   | Chủ nhiệm, đạo diễn, biên kịch         |                                                             | [ 4 ]       |
| Robin Hood người Khmer                       | Robin des Bois Khmer                              | 1994   | Chủ nhiệm, đạo diễn, biên kịch         |                                                             | [ 4 ]       |
| Nhớ Trung Hoa                                | Nostalgie de la Chine                             | 1995   | Chủ nhiệm, đạo diễn, biên kịch         |                                                             | [ 4 ]       |
| Tham vọng vụt tắt                            | Une ambition réduite en cendres                   | 1995   | Chủ nhiệm, đạo diễn, biên kịch         |                                                             | [ 4 ]       |
| Buddha, Dharma, Sangha, the Sole Refuge      | Bouddha, Dharma, Sangha le seul refuge            | 1995   | Chủ nhiệm, đạo diễn, biên kịch         |                                                             | [ 4 ]       |
| Ngày cuối của đại tá Savath                  | Les dernier s jours du Colonel Savath             | 1995   | Chủ nhiệm, đạo diễn, biên kịch         |                                                             | [ 4 ]       |
| An Apostle of Non-Violence                   | Un apôtre de la non-violence                      | 1997   | Đạo diễn, biên kịch                    |                                                             | [ 7 ]       |
| Commander of the Royal Order of Koh Daung    |                                                   | 2006   | Chủ nhiệm, đạo diễn                    |                                                             | [ 8 ]       |
| Bốn vợ không phải trò đùa                    |                                                   | 2006   | Chủ nhiệm, đạo diễn                    |                                                             | [ 9 ]       |
| Ai mà chẳng có tình nhân                     |                                                   | 2006   | Chủ nhiệm, đạo diễn                    |                                                             | [ 10 ]      |
| Nàng Asina                                   |                                                   | 2006   | Chủ nhiệm                              | Xuất phẩm cuối cùng                                         | [ 5 ]       |

## Phim tài liệu
- Kampuchea 1965 (Cambodge 1965, 1965)
- Diễn binh vương thất (Cortège royal, 1969)
- Norodom Sihanouk vua điện ảnh[11] (Norodom Sihanouk roi cinéaste, 1997), đạo diễn Jean-Baptiste Martin